# Astrobrachion
Astrobrachion is een geslacht van slangsterren uit de familie Euryalidae.

## Soorten
- Astrobrachion adhaerens (Studer, 1884)
- Astrobrachion constrictum (Farquhar, 1900)